# دهستان ابارق
دهستان ابارق، یکی از دهستان‌های بخش دهبکری شهرستان بم در استان کرمان ایران است. مرکز این دهستان، روستای ابارق است.

## جمعیت
بر پایه سرشماری عمومی نفوس و مسکن در سال ۱۳۹۵، جمعیت دهستان ابارق برابر با ۸٬۶۲۸ نفر بوده‌است.